# Velothon Wales
Le Velothon Wales est une course cycliste britannique créée en 2015. Elle fait partie de l'UCI Europe Tour en catégorie 1.1 depuis sa création.

## Palmarès
| Année | Vainqueur        | Deuxième            | Troisième           |
| ----- | ---------------- | ------------------- | ------------------- |
| 2015  | Martin Mortensen | Ignatas Konovalovas | Grégory Habeaux     |
| 2016  | Thomas Stewart   | Rasmus Guldhammer   | Ian Bibby           |
| 2017  | Ian Bibby        | Karol Domagalski    | Christopher Lawless |